# 国家能源委员会
国家能源委员会是中华人民共和国国务院成立的国务院议事协调机构，负责能源战略决策和统筹协调。

## 沿革
2005年5月13日，《国务院关于成立国家能源领导小组的决定》（国发〔2005〕14号）称，“为进一步加强对能源战略规划和重大政策、能源开发与节约、能源安全与应急、能源对外合作等前瞻性、综合性、战略性工作的领导，决定成立国家能源领导小组（以下简称领导小组），作为国家能源工作的高层次议事协调机构。”“领导小组的主要任务是：研究国家能源发展战略和规划；研究能源开发与节约、能源安全与应急、能源对外合作等重大政策，向国务院提出建议。”
2008年3月15日，第十一届全国人民代表大会第一次会议通过《第十一届全国人民代表大会第一次会议关于国务院机构改革方案的决定》，批准《国务院机构改革方案》。方案规定：“加强能源管理机构。设立高层次议事协调机构国家能源委员会。组建国家能源局，由国家发展和改革委员会管理。将国家发展和改革委员会的能源行业管理有关职责及机构，与国家能源领导小组办公室的职责、国防科学技术工业委员会的核电管理职责进行整合，划入该局。国家能源委员会办公室的工作由国家能源局承担。不再保留国家能源领导小组及其办事机构。”
2008年3月21日，《国务院关于议事协调机构设置的通知》（国发〔2008〕13号）规定，“国家能源委员会，具体工作由国家能源局承担。”“撤销国家能源领导小组，工作由新设立的国家能源委员会承担。”
2010年1月22日，《国务院办公厅关于成立国家能源委员会的通知》（国办发〔2010〕12号）称，“为加强能源战略决策和统筹协调，国务院决定成立国家能源委员会。”

## 职责
2010年《国务院办公厅关于成立国家能源委员会的通知》规定，国家能源委员会的职责是：“负责研究拟订国家能源发展战略，审议能源安全和能源发展中的重大问题，统筹协调国内能源开发和能源国际合作的重大事项。”

## 组成人员
| 2005年《国务院关于成立国家能源领导小组的决定》确定的组成人员是： 组长 - 温家宝（国务院总理） 副组长 - 黄菊（国务院副总理） - 曾培炎（国务院副总理） 成员 - 马凯（发展改革委主任） - 李肇星（外交部部长） - 徐冠华（科技部部长） - 张云川（国防科工委主任） - 金人庆（财政部部长） - 孙文盛（国土资源部部长） - 杜青林（农业部部长） - 薄熙来（商务部部长） - 李荣融（国资委主任） - 解振华（环保总局局长） - 李毅中（安全监管总局局长） - 柴松岳（电监会主席） - 葛振峰（总参谋部副总参谋长） | 2010年《国务院办公厅关于成立国家能源委员会的通知》确定的组成人员是： 主任 - 温家宝（国务院总理） 副主任 - 李克强（国务院副总理） 委员 - 尤权（国务院副秘书长） - 朱之鑫（中央财办主任） - 杨洁篪（外交部部长） - 张平（发展改革委主任） - 万钢（科技部部长） - 李毅中（工业和信息化部部长） - 耿惠昌（安全部部长） - 谢旭人（财政部部长） - 徐绍史（国土资源部部长） - 周生贤（环境保护部部长） - 李盛霖（交通运输部部长） - 陈雷（水利部部长） - 陈德铭（商务部部长） - 周小川（人民银行行长） - 李荣融（国资委主任） - 肖捷（税务总局局长） - 骆琳（安全监管总局局长） - 刘明康（银监会主席） - 王旭东（电监会主席） - 章沁生（总参谋部副总参谋长） - 张国宝（发展改革委副主任兼能源局局长） |

| 2013年7月4日《国务院办公厅关于调整国家能源委员会组成人员的通知》（国办发〔2013〕74号）调整后的组成人员是： 主任 - 李克强（国务院总理） 副主任 - 张高丽（国务院副总理） 委员 - 肖捷（国务院副秘书长） - 刘鹤（中央财办主任） - 王毅（外交部部长） - 徐绍史（发展改革委主任） - 万钢（科技部部长） - 苗圩（工业和信息化部部长） - 耿惠昌（安全部部长） - 楼继伟（财政部部长） - 姜大明（国土资源部部长） - 周生贤（环境保护部部长） - 杨传堂（交通运输部部长） - 陈雷（水利部部长） - 高虎城（商务部部长） - 刘士余（人民银行副行长） - 蒋洁敏（国资委主任） - 王军（税务总局局长） - 杨栋梁（安全监管总局局长） - 尚福林（银监会主席） - 王冠中（解放军副总参谋长） - 吴新雄（发展改革委副主任兼能源局局长） | 2018年7月21日《国务院办公厅关于调整国家能源委员会组成人员的通知》（国办发〔2018〕70号）调整后的组成人员是： 主任 - 李克强（国务院总理） 副主任 - 韩正（国务院副总理） 委员 - 何立峰（发展改革委主任） - 韩文秀（中央财办副主任） - 丁学东（国务院副秘书长） - 乐玉成（外交部副部长） - 王志刚（科技部部长） - 苗圩（工业和信息化部部长） - 陈文清（安全部部长） - 刘昆（财政部部长） - 陆昊（自然资源部部长） - 李干杰（生态环境部部长） - 王蒙徽（住房城乡建设部部长） - 李小鹏（交通运输部部长） - 鄂竟平（水利部部长） - 韩长赋（农业农村部部长） - 钟山（商务部部长） - 王玉普（应急部部长） - 易纲（人民银行行长） - 肖亚庆（国资委主任） - 王军（税务总局局长） - 郭树清（银保监会主席） - 王大忠（中央军委后勤保障部副部长） - 努尔·白克力（发展改革委副主任、能源局局长） |

## 办事机构
2005年《国务院关于成立国家能源领导小组的决定》规定，国家能源领导小组办公室设在发展改革委，具体承担领导小组的日常工作。马凯兼任办公室主任，马富才（副部长级）、徐锭明任办公室副主任。2005年5月13日《国务院办公厅关于印发国家能源领导小组办公室主要职责内设机构和人员编制规定的通知》（国办发〔2005〕28号）印发了经国务院批准的《国家能源领导小组办公室主要职责内设机构和人员编制规定》，其中规定“根据《国务院关于成立国家能源领导小组的决定》（国发〔2005〕14号），在发展改革委单设国家能源领导小组办公室（副部级），作为国家能源领导小组（以下简称领导小组）的办事机构。”
2010年《国务院办公厅关于成立国家能源委员会的通知》规定，国家能源委员会的办事机构是国家能源委员会办公室，主任职务由发展改革委主任兼任，副主任由能源局局长兼任，办公室具体工作由能源局承担。

## 国家能源委员会专家咨询委员会
2005年《国务院关于成立国家能源领导小组的决定》规定，“领导小组可根据需要请有关部门和国有大型能源及相关企业主要负责人列席会议，并聘请有关方面专家组成专家组，为领导小组决策提供咨询，专家组不作为实体机构。”后经国家能源领导小组批准，将国家能源领导小组专家组调整为国家能源领导小组国家能源专家咨询委员会。2007年12月6日，国家能源领导小组国家能源专家咨询委员会在北京成立，国家能源办副主任徐锭明任主任。下设六个专业委员会：煤炭专业委员会、电力与核能专业委员会、油气专业委员会、可再生能源专业委员会、能源节约专业委员会、能源经济专业委员会。国家能源专家咨询委员会秘书处设在国家能源办综合组，王思强任秘书长。
国家能源委员会成立后，国家能源领导小组国家能源专家咨询委员会改为国家能源委员会专家咨询委员会。经国务院批准，国家能源委员会专家咨询委员会下设五个专业委员会：煤炭专业委员会、电力专业委员会、油气专业委员会、新能源和可再生能源专业委员会、能源经济专业委员会。国家能源委员会专家咨询委员会秘书处设在国家能源局综合司，具体承担专家咨询委员会的日常工作。
| 主任 - 徐锭明（2007年－2008年） - 张国宝（2008年－） 秘书长 - 王思强（2007年－） | 副主任 - 濮洪九（2007年－？） - 杜祥琬（2007年－） - 陆佑楣（2007年－） - 徐锭明（2008年－） - 周大地（？－？） - 姜云宝（？－） - 王显政（？－） |